# チュバ・アクポム
チュバ・アクポム（Chuba Akpom, 1995年10月9日 - ）は、イングランド・ニューアム・ロンドン特別区出身のサッカー選手。EFLチャンピオンシップ・イプスウィッチ・タウンFC所属。ポジションはフォワード。

## クラブ経歴

### アーセナル
6歳でアーセナルのアカデミーに入団。2012年10月10日、17歳の誕生日を迎えた翌日にアーセナルとのプロ契約を結んだ。
2012年12月に初めて遠征メンバー入りし、UEFAチャンピオンズリーグのオリンピアコスFC戦でベンチ入りを果たした。2013年9月14日のサンダーランドAFC戦で公式戦デビュー。
2017年1月30日、ブライトン・アンド・ホーヴ・アルビオンFCにシーズン終了までのレンタルで移籍した。

### PAOK
2018年8月2日、ギリシャ・スーパーリーグのPAOKテッサロニキと3年契約を結んだ。

### ミドルズブラ
2020年9月19日、移籍金275万ポンドでミドルズブラFCに移籍。
2021年8月26日、以前所属していたPAOKテッサロニキへレンタル移籍。
2022-23シーズン、復帰したミドルズブラFCでシーズン28得点を記録し、EFLチャンピオンシップ得点王に輝いた。またホーム9試合連続得点という2部の新記録を樹立した。

### アヤックス
2023年8月16日、アヤックス・アムステルダムに移籍した。契約期間は5年間で、移籍金は1230万ユーロに最大200万ユーロのボーナス。
2025年2月2日、2024-25シーズン終了までLOSCリールへの買取オプション付きローンで加入することが発表された。
2025年8月11日、買取オプション付きの1シーズンローンでイプスウィッチ・タウンFCに加入した。

## 代表歴
ユース年代のイングランド代表歴がある。
両親はともにナイジェリア人であるため、ナイジェリア代表でプレーする権利も有している。

## 個人成績
| クラブ                            | シーズン | リーグ             | リーグ | リーグ | FAカップ | FAカップ | リーグカップ | リーグカップ | その他 | その他 | 合計 | 合計 |
| クラブ                            | シーズン | リーグ             | 出場   | 得点   | 出場     | 得点     | 出場         | 得点         | 出場   | 得点   | 出場 | 得点 |
| --------------------------------- | -------- | ------------------ | ------ | ------ | -------- | -------- | ------------ | ------------ | ------ | ------ | ---- | ---- |
| アーセナル                        | 2013-14  | プレミアリーグ     | 1      | 0      | 0        | 0        | 1            | 0            | 0      | 0      | 2    | 0    |
| アーセナル                        | 2014-15  | プレミアリーグ     | 3      | 0      | 3        | 0        | 1            | 0            | 0      | 0      | 7    | 0    |
| ブレントフォード (loan)           | 2013-14  | リーグ1            | 4      | 0      | 0        | 0        | 0            | 0            | 0      | 0      | 4    | 0    |
| コヴェントリー・シティ (loan)     | 2013-14  | リーグ1            | 6      | 0      | 0        | 0        | 0            | 0            | 0      | 0      | 6    | 0    |
| ノッティンガム・フォレスト (loan) | 2014-15  | チャンピオンシップ | 7      | 0      | 0        | 0        | 0            | 0            | 0      | 0      | 7    | 0    |

## タイトル

### クラブ
アーセナルFC
- FAコミュニティ・シールド : 2017

PAOK
- ギリシャ・スーパーリーグ : 2018-19
- キペロ・エラーダス : 2018-19